# Детфорд
Де́тфорд (англ. Deptford /ˈdɛtfəd/) — район на юго-востоке Лондона на правом берегу Темзы. В административном отношении является частью районов Луишем и Гринвич.
Входит в церемониальное графство Большой Лондон.
Во время своего пребывания в Лондоне в 1698 году Пётр Великий в течение примерно трёх месяцев жил в Детфорде, в доме капитана (позднее ставшего адмиралом) Джона Бенбоу.

## Примечания

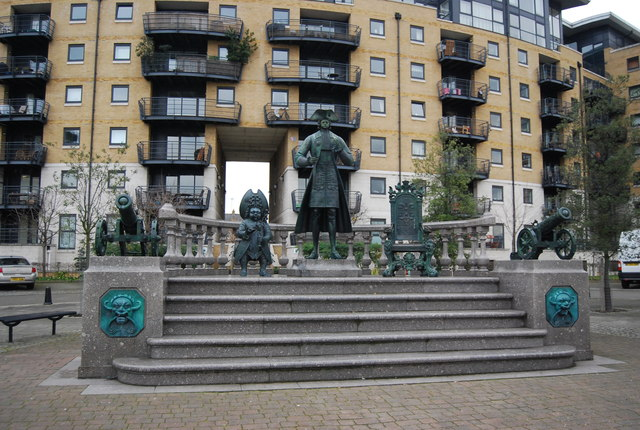
Памятник Петру I